# Гребельник Юрій Іванович
Юрій Іванович Гребельник (нар. 12 грудня 1962, Київ, Українська РСР) — український актор театру, кіно та дубляжу. Народний артист України (2006).

## Життєпис
Народився 12 грудня 1962 року у Києві.
У 1984 році закінчив Київський державний інститут театрального мистецтва імені Івана Карпенка-Карого.
З вересня 1984 року — актор театру російської драми імені Лесі Українки (нині Національний академічний драматичний театр імені Лесі Українки). 
Український голос головного героя серіалу Доктор Хаус (озвучення каналу «СТБ» у 2008—2013 роках).
З 2003—2004 роках бренд-войс телеканалу «Інтер», озвучував анонси для програм та фільмів. З 2018 року — голос Київського метрополітену.

## Театральні ролі
| Рік  | Спектакль                                                 | Роль                                 |
| ---- | --------------------------------------------------------- | ------------------------------------ |
| 1982 | Гравець                                                   |                                      |
| 1985 | ОБЕЖ                                                      |                                      |
| 1985 | Рядові                                                    |                                      |
| 1985 | Острів скарбів                                            |                                      |
| 1986 | Матінка Кураж та її діти                                  |                                      |
| 1987 | Сніданок з невідомими                                     |                                      |
| 1987 | …а цей випав із гнізда                                    |                                      |
| 1988 | Старий                                                    |                                      |
| 1988 | Коник-Горбоконик                                          |                                      |
| 1988 | Зірки на ранковому небі                                   |                                      |
| 1988 | Перламутрова Зінаїда                                      |                                      |
| 1988 | Криваве весілля                                           |                                      |
| 1989 | Самогубець                                                |                                      |
| 1989 | Подія                                                     |                                      |
| 1989 | Казка про солдата і змію                                  |                                      |
| 1991 | Жиди міста Пітера                                         |                                      |
| 1991 | Кандид                                                    |                                      |
| 1991 | Викрадення Джонні Дорсета                                 |                                      |
| 1991 | Без вини винуваті                                         |                                      |
| 1992 | Посол                                                     |                                      |
| 1992 | Радій, коли велять                                        |                                      |
| 1993 | Молоді роки короля Людовика XIV                           |                                      |
| 1993 | Іван-царевич                                              |                                      |
| 1996 | Кохання студента                                          |                                      |
| 1997 | Королівські ігри                                          |                                      |
| 1999 | Елітні пси (Господарі життя)                              |                                      |
| 2000 | Таємниці мадридського двору                               |                                      |
| 2000 | Ревізор                                                   | Аммос Федорович Ляпкін-Тяпкін, суддя |
| 2001 | Пані міністр                                              | Гість                                |
| 2001 | Долетимо до Мілана                                        |                                      |
| 2002 | Лулу. Історія куртизанки                                  |                                      |
| 2003 | Сон в літню ніч                                           |                                      |
| 2003 | Edith Piaf: життя в рожевому світлі                       | Чоловік                              |
| 2003 | Вовки та вівці                                            | Мардарій Савельїч, дворецький        |
| 2004 | Маскарад                                                  |                                      |
| 2006 | Дон Кіхот. 1938 рік                                       | Дон Кіхот, Лицар де Варгас           |
| 2007 | Милий брехун                                              | Джордж Бернард Шоу                   |
| 2009 | Бізнес. Криза. Кохання…                                   | Мартін Егер                          |
| 2011 | Трохи мерехтить примарна сцена… (Ювілей. Ювілей? Ювілей!) |                                      |

## Ролі в кіно
- І ніхто на світі... (1986) — Міша Білоус
- Тарас Шевченко. Заповіт (1992—1997) — жандарм
- Афганець 2 (1994) — епізод
- Шалені гроші (1995) — Савва Васильков
- Операція «Контракт» (1996) — Шапурко
- Братство (2005) — жандарм
- Непрямі докази (2005) — Сергєєв
- Безжалісне кохання (2009) — епізод
- Контракт (2009) — слідчий
- При загадкових обставинах (2009) — Кочетов
- Сусіди (2010) — Орест, науковий керівник Світлани Поліщук
- Байки Мітяя (2011) — спостерігач на виборах
- «Кедр» пронизує небо (2011) — Валентин Глушко
- Небесні родичі (2011) — Конєв
- Анна Герман (2012) — диригент
- Повернення Мухтара-8 (2012) — Піканов
- Джамайка (2012) — Олександр Риков, батько Сергія
- Жіночий лікар (2012) — Борис Доронін
- Спокута (2012) — Єгор
- Лист очікування (2012) — член вчительної ради
- Коханець для Люсі (2012) — Альфред
- Порох і дріб (2012) — батько Нестеренко
- Свати-6 (2012) — викладач філософії
- Подвійне життя (2013) — Борис
- Нюхач (2013) — Андрій Поречніков, бізнесмен
- Будинок з ліліями (2014) — співробітник ЦКК
- Шукаю дружину з дитиною (2014) — портьє
- Особиста справа (2014) — Антон Дегтярьов
- Останній яничар (2015) — Аденбей
- Слуга народу (2015—2019) — олігарх Німчук
- Ніконов і Ко (2015)
- Майор і магія (2016)
- Ласкаво просимо на Канари (2016) — Павло Констянтинович
- Експрес-відрядження (2016) — член ради директорів
- На лінії життя (2016) — Євген Мартинюк, начальник госпіталю, генерал-майор
- Одинак (2016) — епізод
- Провідниця (2016) — Петро
- Пробач (2016) — Юрій Куценко, начальник Влада
- Друге життя Єви (2017) — лікар
- Дівчина з персиками (2017) — Борис Нефедов, батько Романа
- Заповіт принцеси (2017) — епізод
- Той, хто не спить (2017) — антиквар
- Хороший хлопець (2017) — епізод
- Акварелі (2018) — Соколов
- Поверни мені життя (2018) — суддя
- Вір мені (2018) — Кротов
- Виноград (2018) — юрист
- Дівчинки мої (2018) — Леонід
- Замкнене коло (2018) — Геннадій Буров, директор заводу
- Опер за викликом (2018) — Кажинський
- Рідна кров (2018) — Владислав Валерійович
- Ти моя кохана (2018) — Пориваєв
- У минулого в боргу! (2018) — Лев Юрійович
- Замок на піску (2019) — Ігор Тарасович
- Невідправлений лист (2019) — Петро Федорович
- Найкращий чоловік (2019) — епізод
- Я заплачу завтра (2019) — Шаталов
- Інша (2019) — епізод
- Таємниця Марії (2019) — Лев Семенович
- Якщо ти мене пробачиш (2019) — Козін
- Повернення (2019) — Василь Петрович
- Укус вовчиці (2019) — епізод
- Інше життя Анни (2019) — епізод
- Втрачені спогади (2019) — директор гімназії
- Жіночі секрети (2020) — епізод
- Наша лікарка (2020) — Лукаш
- Три сестри (2020) — Андрій
- Доньки (2020) — Зарубін
- Сімейний портрет (2020) — Степан Крилов
- Рись (2020)
- Другий шанс (2020)
- Поговори з нею (2020)
- Джерело (2021) — Скоробогатов
- Олена і капітан (2021) — Павло Шерстньов
- Коли помре кохання (2021) — Аркадій Андрійович
- Справедливість (2022) — Семен
- Шлях до дому (2023) — Павлович
- Голова (2023) — Грізний
- Плут-2 (2023) — батько Андрія
- Парочка слідчих (2024) — Шеф

## Дублювання та озвучення
Сотні ролей українською та російською мовами для студій «Так Треба Продакшн», «Le Doyen», «Постмодерн» та інших.

### Алан Рікман
- 1988 — Міцний горішок — Ганс Ґрубер (дубляж)
- 2001 — Гаррі Поттер і філософський камінь — Северус Снейп (дубляж, «Так Треба Продакшн» для телеканалу «Новий канал»)
- 2002 — Гаррі Поттер і таємна кімната — Северус Снейп (дубляж, «Так Треба Продакшн» для телеканалу «Новий канал»)
- 2004 — Гаррі Поттер і в'язень Азкабану — Северус Снейп (дубляж, «Так Треба Продакшн» для телеканалу «Новий канал»)
- 2005 — Гаррі Поттер і келих вогню — Северус Снейп (дубляж, «Так Треба Продакшн» для телеканалу «Новий канал»)
- 2006 — Свіні Тодд: Перукар-демон із Фліт-стріт — суддя Терпін (багатоголосове закадрове озвучення)
- 2009 — Гаррі Поттер і Напівкровний Принц — Северус Снейп (дубляж, «AdiozProduction»)
- 2010 — Аліса в Країні чудес — Авесалом (дубляж, «LeDoyen»)
- 2010 — Гаррі Поттер і Смертельні реліквії: Частина 1 — Северус Снейп (дубляж, «CineType»)
- 2011 — Гаррі Поттер і Смертельні реліквії: Частина 2 — Северус Снейп (дубляж, «Постмодерн»)
- 2016 — Аліса в Задзеркаллі — Авесалом (дубляж, «LeDoyen»)

### Інші фільми
- Перші люди на Місяці (1964) — Арнольд Бедфорд (закадрове)
- Пагорб (1965) — (закадрове, озвучено студією Так Треба Продакшн на замовлення телекомпанії Інтер)
- Маккенове золото (1969) — (закадрове озвучення)
- Коти-аристократи (1970) — Едґар (дубляж студії "LeDoyen Studio")
- Король боксу (1972) — (закадрове озвучення)
- Рятівники (1977) — Пан Голова (дубляж студії "LeDoyen Studio")
- Крамер проти Крамера (1979) — (дубляж студій  Пілот + Так Треба Продакшн)
- Назад у майбутнє (1985) — (дубляж студії Так Треба Продакшн)
- Ім'я троянди (1986) — Шон Коннері (закадрове озвучення)
- Американський ніндзя 2: Протистояння (1987) — (закадрове озвучення, студія Так Треба Продакшн)
- Чорний орел (1988) — (закадрове озвучення)
- Несусвітні шахраї (фільм, 1988) — (закадрове озвучення)
- Американський ніндзя 3: Криваве полювання (1989) — (закадрове озвучення, студія Так Треба Продакшн)
- Назад у майбутнє 2 (1989) — (дубляж студії Так Треба Продакшн)
- Різдвяні канікули (1989) —  (закадрове озвучення)
- Назад у майбутнє 3 (1990) — (дубляж студії Так Треба Продакшн)
- Людина пітьми (1990) — (закадрове озвучення)
- Рятувальники в Австралії (1990) — МакЛіч (дубляж студії "LeDoyen Studio")
- Джуманджі (1995) — (закадрове озвучення, студія Так Треба Продакшн)
- Блейд (1998) —  (закадрове)
- Принц Єгипту (1998) — Фараон (дубльовано телеканалом "ТЕТ")
- Тарзан (1999) — Ленс Генріксен / Керчак (дубляж студії "LeDoyen Studio")
- Як жива (2000) — (закадрове озвучення)
- Міс Конгеніальність (2000) — (дубляж студії «Пілот»)
- Атлантида: Загублена імперія (2001) — один з вчених (дубляж студії "Невафільм")
- Володар перснів: Братерство персня (2001) —  (дубляж студії Так Треба Продакшн)
- Зоряні війни: Атака клонів (2002) — Граф Дуку (дубляж студії "LeDoyen Studio")
- Ідентифікація Борна (2002) — (закадрове озвучення)
- Карлсон, який мешкає на даху (2002) — Тато (дубльований кінокомпанією Cinema Nouveau OU)
- Володар перснів: Дві вежі (2002) — (дубляж студії Так Треба Продакшн)
- Голлівудські копи (2003) — (дубляж студії «Пілот»)
- Янголи Чарлі: Повний вперед (2003) — (дубляж студії Так Треба Продакшн)
- Шрек 2 (2004)  — (дубляж студії Так Треба Продакшн)
- Побачимося в моїх снах (2004) — (закадрове озвучення)
- Перевага Борна (2004) — (закадрове озвучення)
- Листковий пиріг (2004) — (закадрове озвучення)
- Зоряні війни: Помста ситхів (2005) — Граф Дуку (дубляж студії "LeDoyen Studio")
- Ескадрилья «Лафаєт» (2006) — (дубляж студії «Пілот»)
- Дежа Вю (2006) —  (дубляж студії «Невафільм»)
- Первісне зло (2007) — озвучення для телеканалу ICTV
- Ідеальний незнайомець (2007) — Ґордон МакДональд/Сенатор Сакс (дубляж студії «Невафільм»)
- Людина-павук 3 (2007) — Томас Гайден Черч / Флінт (дубляж студії «Невафільм»)
- Фантастична четвірка 2: Вторгнення Срібного серфера — Віктор (дубляж студії «Central Production International Group»)
- Ультиматум Борна (2007) — (закадрове озвучення)
- Зоряний пил (2007) — Рупер Еверет / Секундес (дубляж студії «AdiozProduction studio»)
- Єлизавета: Золотий вік (2007) — (дубляж студії «AdiozProduction studio»)
- Скарб нації 2: Книга Таємниць (2007) — Ед Ґаріс / Вілкінсон (дубляж студії «Невафільм»)
- Війна Чарлі Вілсона (2007) —  (дубляж студії «AdiozProduction studio»)
- Точка обстрілу (2008) — Президент Ештон (дубляж студії «Невафільм»)
- Ще одна з роду Болейн (2008) — Ерік Бана (дубляж студії «Невафільм»)
- Двадцять одне (2008) — Джек Ґілпін/Професор Боб Філліпс (дубляж студії «Невафільм»)
- Залізна людина (2008) — Йінсен (дубляж студії «Постмодерн»)
- Хроніки Нарнії: Принц Каспіан (2008) — Кентавр (дубляж студії «Невафільм»)
- Не займайте Зохана (2008) — Майкл Бафер (дубляж студії «Невафільм»)
- Дзеркала (2008) — Джейсон Флемінґ/Ларі (дубляж студії «Невафільм»)
- Квант милосердя (2008) — Міністр (дубляж студії «Невафільм»)
- Загадкова історія Бенджаміна Баттона (2008) — Джейсон Флемінґ / Томас Батон (дубляж студії «CineType»)
- Інший світ 3: Повстання ліканів (2009) — Дейвід Естон/Коломан  (дубляж студії «Невафільм»)
- 13-й район: Ультиматум (2009) — (закадрове озвучення)
- Подвійна гра (2009) — Деніс О’Гейр / Дюк (дубляж студії "LeDoyen Studio")
- Люблю тебе, чувак (2009) — Джей Кей Сіммонс / Освальд (дубляж студії "LeDoyen Studio")
- Зоряний шлях (2009) — Нерон (дубляж студії "LeDoyen Studio")
- Янголи та Демони (2009) — Написи (дубляж студії «Невафільм»)
- Ніч у музеї 2 (2009) — Лінкольн (дубляж студії «Невафільм»)
- Освідчення (2009) — Денніс О’Гейр / Гілбертсон (дубляж студії "LeDoyen Studio")
- Захоплення підземки 123 (2009) — Джон Бенджамін Гікі / Заступник мера ЛаСаль (дубляж студії "LeDoyen Studio")
- Трансформери: Помста полеглих (2009) — Фоллен (дубляж студії «Постмодерн»)
- 2012 (2009) — Патрік Бошо / Ролан Пікард (дубляж студії «Невафільм»)
- Куди поділися Моргани? (2009) — (дубляж студії "LeDoyen Studio")
- Шерлок Голмс (2009) — Марк Стронґ (дубляж студії "CineType")
- Одного разу в Римі (2010) — (дубляж студії "LeDoyen Studio")
- Персі Джексон та Викрадач блискавок (2010) — Пірс Броснан/Брунер/Хірон (дубляж студії «Невафільм»)
- Людина-вовк (2010) — Г’юґо Вівінґ (дубляж студії "LeDoyen Studio")
- Надто крута для тебе (2010) — (дубляж студії "LeDoyen Studio")
- Полювання на колишню (2010) — Пітер Ґрін / Ерл Мелер (дубляж студії "LeDoyen Studio")
- Битва титанів (2010) — (дубляж студії "CineType")
- Історія іграшок 3 (2010) — Жартик (дубляж студії "LeDoyen Studio")
- Легенди нічної варти (2010) — Король (дубляж студії "CineType")
- Солт (2010) — Гант Блок/Президент Говард Льюіс (дубляж студії «Невафільм»)
- Турист (2010) — Тімоті Далтон / Інспектор Джонз (дубляж студії "LeDoyen Studio")
- Гоп (2011) — Дейвід Хезельгоф (дубляж студії "LeDoyen Studio")
- Зелений ліхтар (2011) — (дубляж студії «Постмодерн»)
- Людина, яка змінила все (2011) — Джеймс Шенклін / Батько Біллі (дубляж студії "LeDoyen Studio")
- Реальна сталь (2011) — Марвін (дубляж студії "LeDoyen Studio")
- Анонім (2011) — Різ Файнс (дубляж студії "LeDoyen Studio")
- Місія неможлива: Протокол Фантом (2011) — (дубляж студії "LeDoyen Studio")
- Оголена спокуса (2012) — (дубляж студії "LeDoyen Studio")
- Проєкт Х: Дорвались (2012) — (дубляж студії «Постмодерн»)
- Гнів Титанів (2012) — Ральф Файнс / Аїд (дубляж студії «Постмодерн»)
- Білосніжка та мисливець (2012) — (дубляж студії "LeDoyen Studio")
- Мій пацан (2012) — (дубляж студії "LeDoyen Studio")
- Темний лицар повертається (2012) — Альфред (дубляж студії «Постмодерн»)
- Спадок Борна (2012) — (закадрове озвучення на замовлення телеканалу ICTV)
- Брудна кампанія за чесні вибори (2012) — (дубляж студії «Постмодерн»)
- Оселя зла: Відплата (2012) — Шоун Робертс (дубляж студії "LeDoyen Studio")
- Команда мрії (2012) — (закадрове озвучення)
- 007: Координати "Скайфолл" (2012) — Сілва (дубляж студії "LeDoyen Studio")
- Хмарний атлас (2012) — Г’юґо Вівінґ (дубляж студії "LeDoyen Studio")
- Гонка (2013) — (дубляж студії «Постмодерн»)
- Готель «Гранд Будапешт» (2014) — Ковакс (дубляж студії «Постмодерн»)
- Нова Людина-павук 2. Висока напруга (2014) — Менкен (дубляж студії "LeDoyen Studio")
- Мільйон способів втратити голову (2014) — Ліам Нісон / Клінч (дубляж студії "LeDoyen Studio")
- Трансформери: Час вимирання (2014) — Локдаун (дубляж студії «Постмодерн»)
- Підлітки мутанти черепашки ніндзя (2014) — (дубляж студії "LeDoyen Studio")
- Ніч у музеї: Секрет гробниці (2014) — (дубляж студії «Постмодерн»)
- Найдовша подорож (2015) — Пан Пфефер (дубляж студії «Постмодерн»)
- Земля майбутнього: Світ за межами (2015) — Нікс / Г’ю Лорі (дубляж студії "LeDoyen Studio")
- Полтерґейст (2015) — (дубляж студії «Постмодерн»)
- Алоха (2015) — Боб Ларджен (дубляж студії «Постмодерн»)
- Хітмен: Агент 47 (2015) — Ле Клерк (дубляж студії «Постмодерн»)
- Чорна меса (2015) — (дубляж студії «Постмодерн»)
- Сікаріо (2015) — Віктор Ґарбер (дубляж студії "LeDoyen Studio")
- Віктор Франкенштейн (2015) — Франкенштейн (дубляж студії "LeDoyen Studio")
- Гра на пониження (2015) — (дубляж студії "LeDoyen Studio")
- Зоряні війни: Пробудження Сили (2015) — Верховний лідер Сноук (дубляж студії "LeDoyen Studio")
- Едді «Орел» (2016) — Річмонд (дубляж студії «Постмодерн»)
- Бетмен проти Супермена: На зорі справедливості (2016) — Альфред Пенніворт (дубляж студії «Постмодерн»)
- Великий дружній велетень (2016) — Джемейн Клемент / М'ясопоглинач (дубляж студії "LeDoyen Studio")
- День незалежності: Відродження (2016) — Генерал Адамс  (дубляж студії «Постмодерн»)
- Бен-Гур (2016) — (дубляж студії «Постмодерн»)
- Саллі (2016) — (дубляж студії «Постмодерн»)
- Правила не застосовуються (2016) — Ведучий 1; Бріґз (дубляж студії "LeDoyen Studio")
- Приховані фігури (2016) — Джим Джонсон / Джим Веб (дубляж студії «Постмодерн»)
- Кредо вбивці (2016) — Алан (дубляж студії «Постмодерн»)
- Дзвінки (2017) — (дубляж студії «Постмодерн»)
- Lego Фільм: Бетмен (2017) — (дубляж студії «Постмодерн»)
- Ліки від щастя (2017) — Фольмер (дубляж студії «Постмодерн»)
- Привид у броні (2017) — Каттер (дубляж студії "LeDoyen Studio")
- Вартові галактики 2 (2017) — Его (дубляж студії "LeDoyen Studio")
- Трансформери: Останній лицар (2017) — (дубляж студії «Постмодерн»)
- Битва статей (2017) — (дубляж студії «Постмодерн»)
- Прощавай Крістофер Робін (2017) — (дубляж студії «Постмодерн»)
- Ескобар (2018) — (дубляж студії Pie Post Production)
- Ліга справедливості (2017) — Альфред Пенніворт (дубляж студії «Постмодерн»)
- Три білборди за межами Еббінга, Міссурі (2018) — (дубляж студії «Постмодерн»)
- Зоряні війни: Останні джедаї (2017) — Сноук (дубляж студії "LeDoyen Studio")
- Усі гроші світу (2018) — (дубляж студії Pie Post Production)
- Секретне досьє (2017) —  (дубляж студії "LeDoyen Studio")
- Червоний горобець (2018) — Генерал Корчной (дубляж студії «Постмодерн»)
- Таксі 5 (2018) — (дубляж студії Pie Post Production)
- Суперполіцейські 2 (2018) — Ларрі (дубляж студії «Постмодерн»)
- Астерікс і таємне зілля (2018) — Сулфурікс (дубляж студії «Постмодерн»)
- Ненависть, яку ви породжуєте (2018) — Рубен (дубляж студії «Постмодерн»)
- Книга джунглів: Початок (2018) — Акела (дубляж студії Так Треба Продакшн)
- Аквамен (2018) — (дубляж студії «Постмодерн»)
- Бамблбі (2018) — (дубляж студії «Постмодерн»)
- Аліта: Бойовий ангел (2019) — Ідо (дубляж студії «Постмодерн»)
- Королівський коргі (2019) — (дубляж студії «Постмодерн»)
- Дамбо (2019) — Ві. Ей. Вандевер (дубляж студії "LeDoyen Studio")
- Толкін (2019) — Гіп (дубляж студії «Постмодерн»)
- Одного разу в… Голлівуді (2019) — Курт Расселл / Ренді та оповідач (дубляж студії "LeDoyen Studio")
- До зірок (2019) — Джон Фін / Страуд (дубляж студії «Постмодерн»)
- Річард Джуелл (2019) — (дубляж студії «Постмодерн»)
- Піноккіо (2019) — (дубляж студії Tretyakoff production)
- Опівнічне небо (2020) — Авґустін (дубляж студії «Постмодерн»)
- Дорога хаосу (2021) — (дубляж студії Pie Post Production)
- Жінка у вікні (2021) — (дубляж студії «Постмодерн»)
- Останній найманець (2021) — Рішар Брюмер (дубляж студії «Постмодерн»)
- Лють (2021) — Баур (дубляж студії Так Треба Продакшн)
- Кінгс Мен (2021) — Кітчинер (дубляж студії Так Треба Продакшн)
- Мюнхен. На порозі війни (2021) — Чемберлайн (дубляж студії Так Треба Продакшн)
- Ґерек (2022) — (дубляж студії Так Треба Продакшн)
- Випускний рік (2022) — Джим (дубляж студії Так Треба Продакшн)
- Топ Ґан: Меверік (2022) — Хаммер (дубляж студії «Постмодерн»)
- Дженніфер Лопес: Шоу тільки починається (2022) — (дубляж студії Так Треба Продакшн)
- Сіра людина (2022) — Дональд Фіцрой (дубляж студії "LeDoyen Studio")
- Пурпурові серця (2022) — (дубляж студії Так Треба Продакшн)
- Час для себе (2022) — (дубляж студії Так Треба Продакшн)
- Купіть мій будинок (2022) — Джим Гормен (дубляж студії Так Треба Продакшн)
- Скандал! Викриття махінацій Wirecard (2022) — Пол Мерфі (закадрове озвучення студії «Постмодерн»)
- Порятунок із тайської печери (2022) — Кіятісак Ратпрасерт (дубляж студії Так Треба Продакшн)
- Redeem Team: Тріумф баскетбольної збірної США (2022) — (дубляж студії Так Треба Продакшн)
- На Західному фронті без змін (2022) — (дубляж студії Так Треба Продакшн)
- Школа добра і зла (2022) — (дубляж студії Так Треба Продакшн)
- Нащадки останнього рабовласницького корабля (2022) — Керн Джексон (закадрове озвучення студії «Постмодерн»)
- Пограбування Муссоліні (2022) — (дубляж студії Так Треба Продакшн)
- Незабутнє Різдво (2022) — (дубляж студії Так Треба Продакшн)
- Я вірю в Санта-Клауса (2022) — (дубляж студії Так Треба Продакшн)
- Ніч у дитсадочку (2022) — Гамза  (дубляж студії Так Треба Продакшн)
- Ґолда (2023) — Даян (дубляж студії «Постмодерн»)
- Бріджертони: Історія королеви Шарлотти (2023) — (дубляж студії «Постмодерн»)
- Флеш (2023) — Альфред (дубляж студії «Постмодерн»)
- Пташиний короб: Барселона (2023) — (дубляж студії Так Треба Продакшн)
- Синій Жук (2023) — (дубляж студії «Постмодерн»)
- Фристайл (2023) — (дубляж студії Так Треба Продакшн)
- Контакти (2023) — (закадрове озвучення студії Так Треба Продакшн)
- Растін (2023) — Адам Клейтон Павелл (дубляж студії «Постмодерн»)
- Бунтівний місяць (2023) — Гейґен (дубляж студії «Постмодерн»)
- Убий мене, якщо наважишся (2024) — (дубляж студії Так Треба Продакшн)
- Агенція розбитих сердець (2024) — Турґай (дубляж студії Так Треба Продакшн)
- Ейнштейн і бомба (2024) — Локер (дубляж студії Так Треба Продакшн)

## Озвучення реклами
- Zubrowka
- Sunsilk
- Lenor
- Імодіум
- Нізорал
- Йодомарин
- Ощадбанк

## Звання
- Народний артист України (30 листопада 2006) — за вагомий особистий внесок у розвиток театрального мистецтва, вагомі творчі здобутки та високу професійну майстерність[1].